# Företagsbesiktning
Företagsbesiktning, eller due diligence, är en arbetsprocess och metod för att samla in och analysera information om ett företag inför ett företagsförvärv eller andra strategiska förändringar. Den engelska termen, due diligence (ungefär "skälig aktsamhet"), används ofta även på svenska, ibland med förkortningen "DD". Processen används även vid förvärv av egendom, produkter, utvecklingsprojekt eller intellektuell egendom.
Företagsbesiktningen är i första hand ett beslutsunderlag för ledningen i det köpande företaget, i andra hand ett förhandlingsstöd i avtalsförhandlingen mellan köpande företag och säljande företag. En företagsbesiktning kan vara mer eller mindre omfattande beroende på exempelvis hur pass stor, samhällsansvar eller komplicerad verksamhet som bedrivs av målbolaget eller hur pass väl en köpare känner bolaget, marknaden eller branschen. En företagsbesiktning kan utföras av förvärvaren själv men ofta anlitas externa konsulter.
Exempel på delområden är
- Finansiell besiktning: Inriktad på analys av finansiella data, ofta med utgångspunkt från bolagets redovisning med jämförelser över tiden eller med liknande företag. En revisionsbyrå är ofta ansvarig för den finansiella genomgången.
- Legal besiktning: Inriktad på juridiska frågor som associationsrätt och viktiga avtal, bedömning om eventuella pågående tvister. Utförs ofta av en advokatbyrå.
- Skattebesiktning: Inriktad på att bedöma skattesituationen med avseende på både inkomstskatt såväl som moms och punktskatter. Beaktar dels eventuella skattemässiga risker på grund av tidigare inlämnade deklarationer, dels möjlighet att använda koncernbidrag eller på andra sätt skatteoptimera efter förvärv. Utförs ofta av skattexperter på advokatbyrå eller revisionsbyrå.
- Teknisk besiktning: Inriktad på att bedöma skicket och värdet hos en förvärvad tillgång. Kan även vara inriktad på att upptäcka eventuell miljöförstöring eller andra risker.

## Begreppet due diligence
Begreppet due diligence har en bredare betydelse än bara företagsbesiktning. I betydelsen skälig aktsamhet är begreppet vida spritt inom bland annat internationell rätt och enskilda rättsområden i angloamerikansk rätt. Begreppets ursprung kan härledas från 1800-talet då principen om rimlig hänsyn ("the due diligence rule") utvecklades i internationell rätt, vilken innebar att en stat måste vara skäligt aktsamma i att värna andra staters suveränitet, medborgare, miljö och intressen.

## Process
Besiktningsprocessen kan indelas i fem steg:
1. Förberedelse Uppdragsgivaren (vanligen köparen) och besiktningsgruppen möts för att diskutera målsättningarna och riskerna med förvärvet. Senast i detta skede ska sekretessavtal tecknas.
2. Informationsförfrågan Besiktningsgruppen sammanställer en lista över områden som ska undersökas, till exempel finansiell historik, väsentliga avtal, immateriella tillgångar. Listan (informations- eller frågelista) skickas till målföretaget som sammanställer informationen.
3. Analys Besiktningsgruppen analyserar den framtagna informationen och gör intervjuer med personalen i målföretaget.
4. Rapportering Informationsinhämtningen och analysen sammanfattas till en rapport som muntligt och skriftligt redovisas för uppdragsgivaren.
5. Implementering Köparen, eventuellt tillsammans med besiktningsgruppen, ser till att problem och andra iakttagelser som lyfts fram i rapporten åtgärdas på olika sätt. (se Resultat nedan)

## Resultat
En företagsbesiktning kan leda till att man upptäcker problem eller gör andra viktiga iakttagelser som kan ge en eller flera konsekvenser för företagsförvärvet, eller transaktionen som det också kallas:
1. Transaktionen avbryts om besiktningen avslöjar ett väsentligt fel som inte kan åtgärdas, ett transaktionshinder.
2. Priset på företaget justeras genom att informationen från besiktningen används för att revidera den värderingsmodell som legat till grund för företagsförvärvet, eller att informationen används för att få säljaren att sänka priset på företaget.
3. Transaktionens legala struktur förändras för att undvika problem som avslöjats i företagsbesiktningen.
4. Problemen från företagsbesiktningen ger upphov till specifika avtalsvillkor i köpavtalet mellan köpare och säljare, till exempel i form av säljarens garantier.
5. Säljaren eller målföretaget åläggs att åtgärda de problem som upptäckts innan företaget tillträds av köparen.
6. Olika iakttagelser i företagsbesiktningen kan även användas för att samordningen mellan verksamheterna i det köpande företaget och företagets som köps, ska underlättas.
7. Företagsbesiktningen leder ofta till att ytterligare utredningar behöver företas, antingen före eller efter köpet.
8. Positiva avvikelser från köparens förväntningar kan leda till ett bättre köp eller högre värde för målföretaget.